# 德拉吉察·久里奇
德拉吉察·久里奇（1963年3月26日—），塞尔维亚女子手球运动员。她曾代表南斯拉夫国家队参加1984年和1988年夏季奥林匹克运动会手球比赛，获得一枚金牌。